# 大内明日香
大内 明日香（おおうち あすか、1972年 - ）は、日本の編集者、出版評論家。

## 人物・経歴
1972年、東京都生まれ。立教大学法学部法学科卒業。
出版社、編集プロダクション、印刷会社、書店などでの勤務を経て、2004年よりフリーとなる。
『マンガでわかる小説入門』（ダイヤモンド社）を企画、編集したことをきっかけとして、小説指導をはじめる。専門学校では、小説技法を教えるかたわら、自主小説講座「Story Hint!」も主宰している。
また、出版業界についての著作を発表し、ロフトプラスワンなどで精力的に出版業界評論や小説作法などのトークライブ等も行っている。

## 著書
- 『やりなおしたい30歳以上のための就職読本』 幻冬舎 2006年3月23日
- 『マンガを読んで小説家になろう！』 アスペクト 2007年3月 共著
- 『すべてのオタクは小説家になれる！』 イーグルパブリシング 2009年1月 共著